# Syllis alternata
Syllis alternata är en ringmaskart som beskrevs av Moore 1908. Syllis alternata ingår i släktet Syllis och familjen Syllidae. Inga underarter finns listade i Catalogue of Life.